# Zbigniew Żylicz
Zbigniew „Ben” Żylicz (ur. 13 czerwca 1955 we Wrocławiu) – holenderski lekarz polskiego pochodzenia, nauczyciel akademicki.

## Wykształcenie
Młodość spędził we Wrocławiu, następnie w Gdańsku. W 1973 roku zdał maturę w III Liceum Ogólnokształcącym w Gdańsku-Wrzeszczu. Studiował medycynę na Akademii Medycznej w Gdańsku, gdzie w 1979 roku uzyskał dyplom lekarski z wyróżnieniem.

## Kariera zawodowa
Po ślubie w 1980 roku z J.M.M. Loor przeniósł się na stałe do Holandii. Tam w 1981 roku zaczął specjalizację z chorób wewnętrznych, najpierw w Sophia Ziekenhuis w Zwolle następnie Szpitalu Uniwersyteckim w Nijmegen. W 1988 roku obronił pracę doktorską zatytułowaną Sparsomycin and its analogues. A preclinical Study of Novel Anticancer Drugs. Specjalizację z onkologii medycznej skończył w 1991 roku po dwuletnim stażu w Szpitalu Akademickim w Groningen. Do końca 1993 roku pracował jako naukowiec i internista ogólny w szpitalu w Doetinchem. Interesował się medycyną paliatywną jako częścią onkologii.
Jego mentorem był przez kilka dziesięcioleci Prof. dr Robert Twycross z Uniwersytetu w Oxfordzie.

## Hospicjum i medycyna paliatywna
W 1994 został dyrektorem medycznym w Hospicjum Rozenheuvel w Rozendaal koło Arnhem, jednym z pierwszych hospicjów dla terminalnie chorych w Holandii. Pierwsze lata pracy w hospicjum opisał w wywiadzie-rzece Terminus. Dr. Ben Zylicz en de kunst van sterven.
W swoich publikacjach proponuje opiekę paliatywną nad terminalnie chorymi jako alternatywę dla osób myślących o eutanazji. Krytykował analizy wyników badań, które doprowadziły do ustalenia w Holandii przepisów depenalizujących eutanazję. Uczestniczył w pracy Specjalnego Komitetu Izby Lordów w Westminster w Londynie analizującego celowość wprowadzenia w Wielkiej Brytanii przepisów zezwalających na eutanazję. W 1998 roku przemawiał w tej sprawie do Izby Lordów. Był promotorem pomocniczym dwóch doktoratów z etyki lekarskiej: Dr R.J. Janssens i Dr J. van Osselen-Riem. 
W 2005 przeniósł się do Zjednoczonego Królestwa, gdzie został dyrektorem medycznym Dove House Hospice, hospicjum w Kingston upon Hull. Dwa lata później zdał egzamin państwowy na specjalizację z medycyny paliatywnej w Wielkiej Brytanii. W 2011 roku został zaproszony do hospicjum akademickiego Hildegard Hospiz w Bazylei w Szwajcarii. Oprócz badań naukowych i pracy klinicznej był starszym konsultantem medycyny paliatywnej w Szpitalu Uniwersyteckim w Bazylei. W 2015 przeszedł na emeryturę i wrócił do Holandii.

## Działalność w Polsce
W latach 2001-2005 był profesorem wizytującym na Uniwersytecie Mikołaja Kopernika w Toruniu. W 2020 roku obronił w Polsce pracę habilitacyjną Nasilony, przewlekły, oporny na leczenie świąd w przebiegu chorób nowotworowych i innych chorób wewnętrznych. Nowe metody leczenia W tym samym roku został profesorem na Uniwersytecie Rzeszowskim. Od 2020 roku kontynuuje działalność edukacyjną. Jest zastępcą redaktora naczelnego czasopisma naukowego „Palliative Medicine in Practice”.

## Praca naukowa i publikacje
Prowadził prace naukowe z zakresu leczenia uciążliwego bólu, świądu i kaszlu w przebiegu choroby nowotworowej. Badał stosowanie miejscowe morfiny w leczeniu bolesnych ran i owrzodzeń, leczenie duszności w przebiegu choroby nowotworowej morfiną wziewną (wraz z prof. Małgorzatą Krajnik). Jest autorem ponad 200 artykułów naukowych, napisanych w czterech językach oraz redaktorem czterech książek naukowych i podręczników. Wykładał w wielu państwach europejskich, Stanach Zjednoczonych, Japonii, Chinach, Nowej Zelandii, Ugandzie, Australii i Arabii Saudyjskiej.

## Odznaczenia
W 2006 roku udekorowany przez Królową Niderlandów Beatrycze Krzyżem Oficerskim Orderu Oranje-Nassau

## Rodzina
Jest wnukiem płk. dypl. Bohdana Hulewicza. Jest synem Andrzeja i Marii Żyliczowej z.d. Hulewicz. Jest bratankiem prof. Marka Żylicza i prof. Jana Żylicza, bratem Witolda, prof. Macieja Żylicza i Anny. W bliskiej rodzinie 10 osób osób ma stopień doktora habilitowanego czy tytuł profesora. 